# Молочай алайский
Молоча́й ала́йский (лат. Euphorbia alaica) — многолетнее травянистое растение, вид рода Молочай (Euphorbia) семейства Молочайных (Euphorbiaceae).

## Ботаническое описание
Травянистое растение высотой 30—75 см, голое, сизого цвета. Корень тонкий, ползучий, цилиндрической формы. Стебли одиночные или немногочисленные, прямостоячие, в диаметре составляют 4—7 мм, с бороздчатыми рёбрами, в нижней части расположены редкие листовые рубцы, в верхней части уже присутствуют листья или олиствлённые ветви.
Листья стеблей сидячие, основание глубоко-сердцевидное, практически стеблеобъемлющее, продолговато-треугольной или продолговатой формы, длиной 1,8—7 см и шириной 0,8—1,7 см, наиболее широкие чуть ниже середины. Концы таких листьев могут быть как тупыми, так и острыми, края, как правило, цельные. Листья не цветущих ветвей имеют линейную или линейно-ланцетную форму, в длину достигают 1,5—2 см и в ширину 0,2—0,5 мм, немного заострённые.
Соцветие достигает в высоту 8—25 см. Верхушечные цветоносы расположены по 4—6 штук, длина 5—8 (9) см. Листочки обёртки имеет округлённое основание и ланцетовидную или треугольно-яйцевидную форму, в длину составляет 2,8—6 см, в ширину — 1,7—2,5 см, тупые. края цельные или пильчатые. Листочки обёрточек расположены по 2, сидячие, основание с неравными боками, ромбически-яйцевидной или ромбически-почковидной формы, длиной 1,4—2 (4) см и шириной 1,5—2 (3,5) см. Бокальчик колокольчатый, 3—4 мм в диаметре, голый. Лопасти треугольно-ланцетовидной формы, длина 1—1,5 мм, довольно часто двулопастные. Нектарники бисквитообразной формы, снаружи немного выемчатые, двурогие. Столбики составляют 1,5—2 мм в длину, практически свободные, двулопастные.
Плод — трёхорешник, имеет форму усечённого конуса, длиной около 6 мм, гладкий. Семена яйцевидной формы, длиной 3—4 мм, гладкие, беловатого цвета, с полосами, прядаток прямостоячий. Цветение происходит в июне. Плодоносит в августе.
Вид описан из Алайского хребта, бассейна реки Исфары, сая Джида-Булак. Тип в Санкт-Петербурге.

## Экология и распространение
Молочай алайский произрастает в речных долинах и на известковых почвах. Ядовитое растение. Распространён в Средней Азии, где является эндемиком. Редкий и малоизвестный вид. Популяция разбросана небольшими группами.

## Классификация
Вид Молочай алайский входит в род Молочай (Euphorbia) семейство Молочайные (Euphorbiaceae).
|  |                  |  |                     |                          |                          |  | ещё 45 порядков покрытосеменных (согласно Системе APG II) | ещё 45 порядков покрытосеменных (согласно Системе APG II) |                                           |  |  |  | ещё около 300 родов | ещё около 300 родов  |  |  |
|  |                  |  |                     |                          |                          |  | ещё 45 порядков покрытосеменных (согласно Системе APG II) | ещё 45 порядков покрытосеменных (согласно Системе APG II) |                                           |  |  |  | ещё около 300 родов | ещё около 300 родов  |  |  |
|  |                  |  |                     | отдел Цветковые растения |                          |  |                                                           |                                                           | семейство Молочайные                      |  |  |  |                     | вид Молочай алайский |  |  |
|  |                  |  |                     | отдел Цветковые растения |                          |  |                                                           |                                                           | семейство Молочайные                      |  |  |  |                     | вид Молочай алайский |  |  |
|  | царство Растения |  |                     |                          | порядок Мальпигиецветные |  |                                                           |                                                           | род Молочай                               |  |  |  |                     |                      |  |  |
|  | царство Растения |  |                     |                          |                          |  |                                                           |                                                           |                                           |  |  |  |                     |                      |  |  |
|  |                  |  | ещё около 21 отдела | ещё около 21 отдела      |                          |  |                                                           | ещё 36 семейств (согласно Системе APG II)                 | ещё 36 семейств (согласно Системе APG II) |  |  |  | ещё около 500 видов |                      |  |  |
|  |                  |  |                     | ещё около 21 отдела      |                          |  |                                                           |                                                           | ещё 36 семейств (согласно Системе APG II) |  |  |  |                     |                      |  |  |